# Francesco Riario-Sforza

Stemma Riario

Francesco Riario Sforza, Sforzino (Imola, 17 agosto 1487 – Lucca, 1546), è stato un vescovo cattolico italiano.

## Biografia
Era figlio di Girolamo Riario e di Caterina Sforza, signora di Imola.
Francesco Sforza, Duca di Milano e suo parente gli conferì il titolo di senatore di Milano.
Si applicò molto nello studio delle discipline ecclesiastiche e all'erà di 30 anni fu eletto vescovo di Lucca da Papa Leone X. Difese la libertà dei suoi cittadini, attirandosi le ire della fazione opposta, tanto che fu costretto a risiedere a Firenze per molti anni. Ritornato in pace con gli avversari, rientrò a Lucca, dove morì nel 1546.
Venne ricordato come un pastore zelante.

## Genealogia episcopale
La genealogia episcopale è:
- Cardinale Guillaume d'Estouteville, O.S.B.Clun.
- Papa Sisto IV
- Papa Giulio II
- Cardinale Achille Grassi
- Vescovo Paride Grassi
- Vescovo Francesco Riario-Sforza